# Janusz Artur Ihnatowicz
Janusz Artur Ihnatowicz (ur. 26 lipca 1929 w Wilnie) – polski duchowny katolicki,  poeta, tłumacz, krytyk literacki; ksiądz diecezji kieleckiej, emerytowany profesor bazyliańskiego Uniwersytetu św. Tomasza (University of St. Thomas) w Houston, w Teksasie, gdzie wykładał teologię i patrystykę. Tam też mieszka na stałe.

## Życiorys
Lata wojenne spędził w Częstochowie. Na emigracji przebywa od roku 1946 – początkowo w Irlandii, gdzie w latach 1948–1951 studiował filozofię i psychologię na uniwersytecie w Dublinie, uzyskując dyplom bakałarza sztuki. W październiku 1952 wyjechał do Kanady.
W 1958 powrócił do Polski i wstąpił do Wyższego Seminarium Duchownego w Kielcach. 17 czerwca 1962 przyjął święcenia kapłańskie, następnie pracował jako duszpasterz akademicki w Kielcach, od 1964 studiował w Akademii Teologii Katolickiej w Warszawie. W 1966 wyjechał ponownie do Kanady, tam obronił licencjat naukowy. W 1966 obronił w Rzymie pracę doktorską. Od 1969 pracował w University of St. Thomas w Houston. Przeszedł na emeryturę w 1997.
Był m.in. korektorem literackim pierwszego wydania Biblii Tysiąclecia (1965). Tłumaczył na język polski poetów angielskich i amerykańskich (Walt Whitman, Ezra Pound i in.), przełożył na angielski sztukę Jerzego Zawieyskiego Sokrates. Debiutował jako poeta w 1954 w pismach londyńskich wierszami opublikowanymi w miesięczniku Studentów Polskich Za Granicą „Życie Akademickie”, prozę publikował w tygodniku „Życie”. Literacko związany był z grupą poetycką Kontynenty, skupioną wokół pisma „Kontynenty-Nowy Merkuriusz”.
Ihnatowicz drukował w „Tygodniku Powszechnym”, „Więzi”, „Znaku”, „Kulturze”, „Wiadomościach”, „Merkuriuszu Polskim”, „Życiu Akademickim”, „Kontynentach”, „Oficynie Poetów i Malarzy”, „Przemianach”, „Frazie”, „Arcanach”, „Oficynie Poetów i Prozaików”. Jego przekłady Psalmów z hebrajskiego weszły do antologii Izrael w poezji polskiej (Paryż 1958). Reprezentowany jest również w antologii londyńskiej Ryby na piasku.
Członek Polskiego Instytutu Naukowego w Ameryce z siedzibą w Nowym Jorku, Związku Pisarzy Polskich na Obczyźnie w Londynie oraz krajowego Stowarzyszenia Pisarzy Polskich.

## Nagrody i odznaczenia
- W 1997 otrzymał papieski krzyż Pro Ecclesia et Pontifice
- Laureat Nagrody Kościelskich (Genewa 1973)
- Laureat Nagrody Literackiej Związku Pisarzy Polskich na Obczyźnie (Londyn 2011)[3]
- Od Wydawnictwa i Kwartalnika „Homo Dei” otrzymał nagrodę „Pro Redemptione 2024” przyznaną dla kapłana polskiego pracującego za granicą (2024)[4]

## Wiersze
- Pejzaż z postaciami (OPiM, Londyn 1972)
- Wiersze wybrane (Znak, Kraków 1973)
- Displeasure (OPiM, Londyn 1975)
- Wiersze wybrane (Oficyna Poetów i Prozaików, Houston 1990) (wydanie bibliofilskie)
- Niewidomy z Betsaidy (Warszawa-Leszno 1991)
- Czas, co pochłania. Wiersze (Rzeszów 2002)
- Epigramat o nadziei i inne wiersze (1992-2003) (Rzeszów 2004)
- Od czasu kto nas wyzwoli? Wiersze 1950-2006 (Toronto 2007)
- Poezje zebrane, oprac., wstęp, nota edytorska Alicja Jakubowska-Ożóg, Polski Fundusz Wydawniczy w Kanadzie, Stowarzyszenie Literacko-Artystyczne „Fraza”, Toronto-Rzeszów 2012, ISBN 978-0-921724-83-4.
- Antologia, wybór, wstęp i oprac. Marek Mariusz Tytko, Hachette, Warszawa 2013, ISBN 978-83-7849-410-2.